# Kaspar Dalgas
Kaspar Dalgas (Vejle, 11 novembre 1976) è un ex calciatore danese, di ruolo attaccante.

## Carriera
Ha giocato nel Vejle, nell'Odense e nel Brøndby. Capocannoniere della Superligaen nel 2002 Dalgas ha vinto un campionato danese con il Brøndby e tre Coppa di Danimarca, con l'Odense nel 2002 e con il Brøndby nel 2003 e nel 2005.
Ha giocato 4 partite in una selezione danese.

## Palmarès

### Club
- Superligaen: 1

Brøndby: 2004-2005
- Landspokalturneringen: 3

Odense: 2001-2002
Brøndby: 2002-2003, 2004-2005

### Individuale
- Capocannoniere della Superligaen: 1

2001-2002 (22 gol)